# Paulinus Mayr

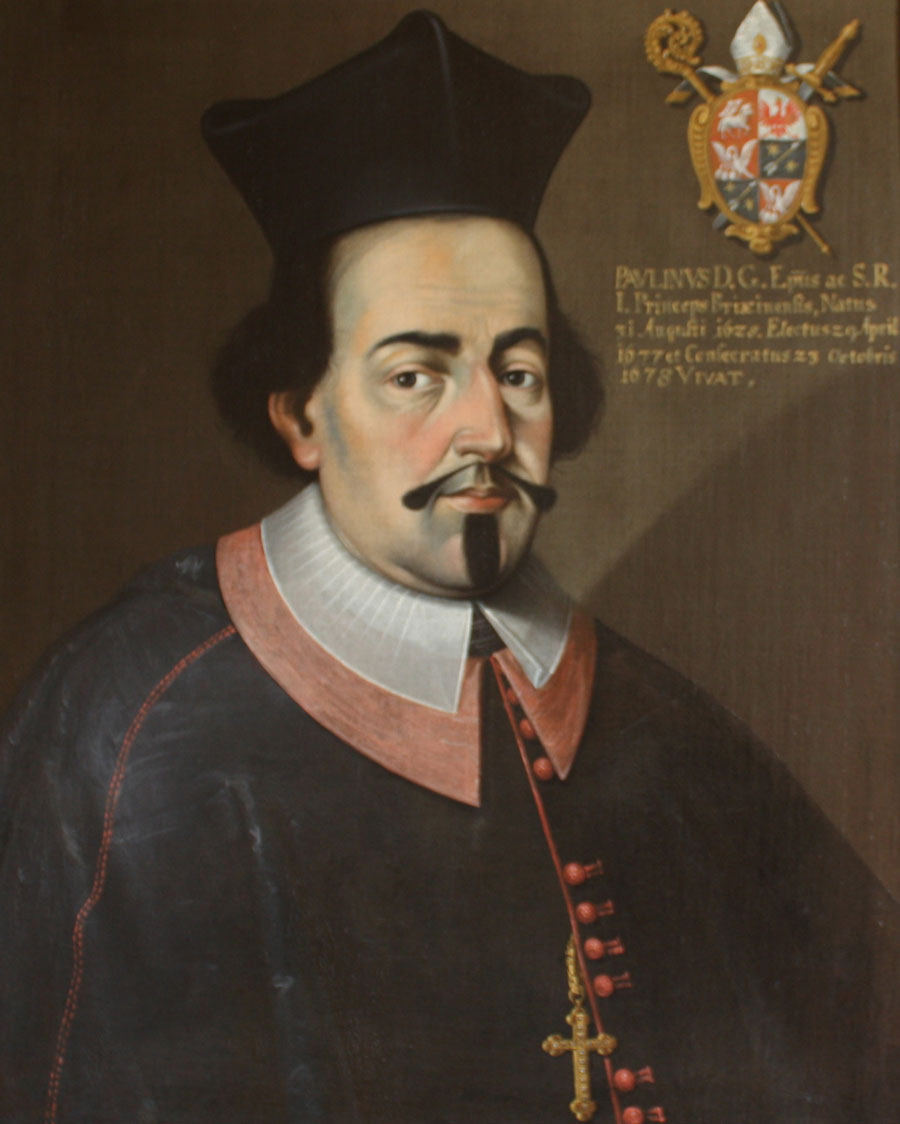
Fürstbischof Paulinus Mayr (Gemälde 1680)

Paulinus Mayr (* 31. August 1628 in Sterzing; † 29. September 1685 in Brixen) war von 1678 bis 1685 Fürstbischof von Brixen.

## Leben und Wirken
Mayr stammte aus einer bürgerlichen Familie in Sterzing, sein Vater war Gerbermeister.  Er besuchte die Schule der Jesuiten zu Hall/Tirol und erhielt dort auch eine Organistenausbildung. Danach studierte er ab 1649 Philosophie und Theologie in Wien, am 30. März 1652 wurde er zum Priester geweiht und 1655 schloss er seine Studien mit dem Doktorgrad in Theologie ab.
1655 bis 1666 wirkte Mayr als Seelsorger in Klausen (Südtirol) und als Pfarrer in Feldthurns. Schon 1661 hatte er in Brixen ein Kanonikat erlangt und führte im Auftrag der Fürstbischöfe Anton von Crosini und Sigmund Alphons von Thun 1662 bzw. 1666 Visitationen in der Diözese durch; 1669 avancierte er zum Pfarrer von Brixen.
Nach dem Tode von Fürstbischof Sigmund Alphons von Thun am 2. Februar 1677 wählte das Brixner Domkapitel Paulinus Mayr am 29. April 1677 zum Nachfolger. Die Bestätigung aus Rom erfolgte mit Datum vom 5. September 1678, am 23. Oktober des Jahres konsekrierte ihn Weihbischof Jesse Perkhofer in Brixen.
Schon nach weniger Tagen begab sich der neue Fürstbischof auf eine Visitationsreise nach Innsbruck und durch das Inntal; zahlreiche Gläubige wurden dabei von ihm gefirmt und viele Kirchen und Kapellen geweiht. Direkt nach seiner Rückkehr begann er mit der Visitation des Domkapitels, danach setzte er die Kontrollen in anderen Teilen des Bistums fort.
Als 1679 in Ungarn, Böhmen, Wien sowie in der Steiermark und in Kärnten die Pest wütete, ließ Bischof Mayr vorsorglich die Grenzen seines Landes schließen und verbot alle Festlichkeiten, vor allem im Fasching. In der Türkennot von 1683 verordnete er Andachten und Gebete; nach dem Sieg in der Schlacht am Kahlenberg bei Wien, am 12. September 1683, ließ Paulinus Mayer im Brixner Dom ein feierliches Te Deum singen.
Der tief religiöse Oberhirte wünschte für seinen Sprengel eine Reliquie des Bistumspatrones St. Kassian. Schließlich erhielt er eine kleine Reliquienportion aus der Kirche S. Maria dell’Anima in Rom; erst sein übernächster Nachfolger Kaspar Ignaz von Künigl konnte 1704 eine große Armreliquie des Heiligen erwerben. Mayr versuchte durch persönliches Engagement in der Bistumsverwaltung das Übergreifen des Protestantismus auf die Diözese Brixen zu verhindern.
Acht Tage vor seinem Tod suchte die spätere Nonne und Ordensstifterin Maria Hueber Bischof Paulinus Mayr, ihren früheren Beichtvater, auf und sagte ihm voraus, dass er bald sterben müsse. Obgleich sich der Bischof noch guter Gesundheit erfreute, schenkte er der Prophezeiung Glauben, und diese trat tatsächlich ein. Deshalb klagte man Maria Hueber als Hexe an, sie wurde jedoch von seinem Nachfolger Johann Franz Khuen von Belasi als unschuldig befunden und freigesprochen.
Laut der Beurteilung des Historikers Josef Gelmi war Bischof Paulinus Mayr ein ernster, gründlich gelehrter und gerechter Oberhirte, „der zwar nichts Neues gebracht, aber das Alte mit Würde verteidigt hat.“
Paulinus Mayr ließ dem in Brixen ansässigen Konvertiten und Medizinprofessor Johannes Tilemann († 1682) ein Grabdenkmal errichten.